# Holoaden luederwaldti
Holoaden luederwaldti és una espècie d'amfibi que viu al Brasil. Està amenaçada d'extinció per la pèrdua del seu hàbitat natural.